# Saint-Laurent-du-Tencement
Saint-Laurent-du-Tencement é uma comuna francesa na região administrativa da Normandia, no departamento de Eure. Estende-se por uma área de 2,83 km². Em 2010 a comuna tinha 64 habitantes (densidade: 22,6 hab./km²).